# Mavis et le Vice
Mavis et le Vice (Murder is so Nostalgic!) est un roman policier de l’écrivain australien Carter Brown publié en 1972. C'est l'avant dernière aventure de Mavis Seidlitz, assistante du détective privé Johnny Rio, de Los Angeles. Elle en est la narratrice.
Le roman est publié en France en 1973 dans la Série noire, traduit par Madeleine Charvet.

## Thème
D'anciens acteurs et actrices de films disparus depuis de nombreuses années des écrans se réunissent avec un producteur, un compositeur et un auteur dans la maison de l'un d'eux pour préparer leur retour sur scène en créant une comédie musicale. Cette maison a appartenu à un acteur renommé du cinéma muet, accusé d'avoir assassiné une actrice au cours d'une séance de magie noire. Il s'est suicidé et l'on prétend qu'il hante cette ancienne bâtisse délabrée.
Nina Farr, ancienne actrice de comédie musicale, fait appel à Mavis Seidlitz, détective privée, pour protéger sa fille, Célestine, encore mineure, à qui elle a demandé de l'accompagner pour débuter une carrière d'actrice. Elle fait passer Mavis pour une show-girl auprès des autres personnes présentes sur le lieu de séjour.

## Personnages
- Mavis Seidlitz, associée de l'agence Rio investigations,
- Johnny Rio, détective de la même agence,
- Nina Farr, leur cliente, ancienne actrice de comédies musicales
- Walter Tomsic, son ami.
- Célestine, la fille de Nina Farr,
- Alex Blount, ancien acteur de westerns, propriétaire de la maison,
- Alton Asquith, ancien acteur de cinéma muet qui s'est suicidé,
- Mary Blanding, poignardée au cours d'une séance de magie noire,
- Tracy Dumbar, ancienne actrice,
- Bert Bancroft, auteur du livret et des paroles,
- Egan Egan, compositeur,
- Ahmid, le serviteur de la maison.

## Édition française
- Série noire no 1573, 1973